# Seiboldshof
Seiboldshof ist ein Gemeindeteil der Stadt Lauf an der Pegnitz im Landkreis Nürnberger Land (Mittelfranken, Bayern). Seiboldshof liegt in der Gemarkung Veldershof.

## Lage
Die Einöde Seiboldshof liegt etwa drei Kilometer nordöstlich des Laufer Ortszentrums an der Staatsstraße 2240, nördlich von Vogelhof. Der Ort ging aus dem Einzelhof eines Seibot hervor und ist von Wäldern und Feldern umgeben. Östlich des Ortes verlaufen der Igelgraben und Teufelsgraben, beides Zuflüsse des Bitterbachs.

## Geschichte
Zusammen mit Veldershof, Kuhnhof und Vogelhof bildete er nach 1806 die selbständige Ruralgemeinde Veldershof mit einer verhältnismäßig großen Flurgemarkung. Am 1. Juni 1927 schloss sich diese Gemeinde der Stadt Lauf an der Pegnitz an.